# Camille Sainte-Luce
Camille Sainte-Luce (née le 18 avril 1996 au Blanc-Mesnil) est une athlète française, spécialiste du lancer du marteau.

## Carrière
Elle est médaillée d'argent du lancer de marteau aux Championnats d'Europe espoirs d'athlétisme 2017.
Le 27 juin 2018, à Tarragone, elle décroche la médaille de bronze des Jeux méditerranéens avec un jet à 68,93 m, nouveau record personnel.

## Palmarès
| Date | Compétition                   | Lieu       | Résultat | Marque  |
| ---- | ----------------------------- | ---------- | -------- | ------- |
| 2015 | Championnats d'Europe juniors | Eskilstuna | 9e       | 59,15 m |
| 2017 | Championnats d'Europe espoirs | Bydgoszcz  | 2e       | 66,98 m |
| 2018 | Jeux méditerranéens           | Tarragone  | 3e       | 68,93 m |

## Records
| Épreuve           | Marque  | Lieu      | Date         |
| ----------------- | ------- | --------- | ------------ |
| Lancer du marteau | 68,93 m | Tarragone | 27 juin 2018 |